# Outlandos d'Amour
Outlandos d'Amour är det brittiska bandet The Police debutalbum, utgivet i november 1978. Det innehåller hitsinglarna "Roxanne" och "Can't Stand Losing You" och nådde som bäst en sjätteplats på den brittiska albumlistan.
Albumtiteln konstruerades av Miles Copeland, bandets manager, som en förvrängning av Outlaws of Love ("kärlekens laglösa").

## Låtlista
| 1. | Next to You     | Sting                   | 2:50 |
| 2. | So Lonely       | Sting                   | 4:49 |
| 3. | Roxanne         | Sting                   | 3:12 |
| 4. | Hole in My Life | Sting                   | 4:52 |
| 5. | Peanuts         | Stewart Copeland, Sting | 3:58 |

| 6.           | Can't Stand Losing You | Sting               | 2:58  |
| 7.           | Truth Hits Everybody   | Sting               | 2:53  |
| 8.           | Born in the 50's       | Sting               | 3:40  |
| 9.           | Be My Girl - Sally     | Sting, Andy Summers | 3:22  |
| 10.          | Masoko Tanga           | Sting               | 5:40  |
| Total längd: | Total längd:           | Total längd:        | 38:14 |

## Medverkande
| The Police - Sting – bas, sång, munspel - Stewart Copeland – trummor, slagverk, kör - Andy Summers – gitarr, spoken word, piano | Övriga medverkande - Joe Sinclair – piano - Nigel Gray – ljudtekniker - Chris Gray – ljudtekniker |

## Listplaceringar och certifikat
| Land           | Organisation | Topplacering | Sålda ex.  | Certifikat | Ref          |
| -------------- | ------------ | ------------ | ---------- | ---------- | ------------ |
| Australien     | ARIA         | 15           |            |            | [ 1 ]        |
| Frankrike      | SNEP         | 2            | 400 000+   | Platina    | [ 2 ] [ 3 ]  |
| Kanada         | CRIA         | –            | 100 000+   | Platina    | [ 4 ]        |
| Nederländerna  | NVPI         | 2            |            |            | [ 5 ]        |
| Nya Zeeland    | RIANZ        | 6            |            |            | [ 5 ]        |
| Storbritannien | BPI          | 6            | 300 000+   | Platina    | [ 6 ] [ 7 ]  |
| Tyskland       | IFPI         | –            | 100 000+   | Guld       | [ 8 ]        |
| USA            | RIAA         | 23           | 1 000 000+ | Platina    | [ 9 ] [ 10 ] |